# Radek Svoboda
Radek Svoboda (* 11. November 1968) ist ein tschechischer Badmintonspieler. 

## Karriere
Radek Svoboda wurde 1990 nationaler Meister in der Tschechoslowakei. Ein Jahr zuvor hatte er bei den IDHM bereits zwei Bronzemedaillen gewonnen. Mit Meteor Prag war er 1990 und 1992 bei den nationalen Mannschaftsmeisterschaften erfolgreich.